# Nepenthes sanguinea
Espèce
Nepenthes sanguinea est une espèce de plantes de la famille des Nepenthaceae.

## Origine et milieux naturels
Nepenthes sanguinea est une plante carnivore endémique de la Malaisie péninsulaire, où il pousse dans des forêts humides situées en zone montagneuse, parfois abrupte. Son aire de croissance est comprise entre 900 et 1800 mètres d’altitude. Le climat y est tropical, chaud toute l’année, mais un peu plus frais la nuit du fait de l’altitude, avec des précipitations abondantes. Le sol est le plus souvent constitué d’humus acide.

## Histoire et étymologie
Le terme sanguinea vient du latin sanguineus, qui signifie “rouge sang”, en référence aux urnes qui arborent parfois une couleur rouge sang.
Nepenthes sanguinea est décrit puis introduit en culture par le botaniste anglais Thomas Lobb, en 1847. Les pépinières Veitch popularisent l’espèce auprès des amateurs du genre Nepenthes, qui apprécient sa culture simple et sa croissance rapide.
Depuis, de nombreuses variantes ont été découvertes, mais aucune variété ou forme n’a été officiellement publiée, les différences de colorations ayant été jugées insuffisantes pour dissocier les plantes au niveau taxinomique. En revanche, un cultivar a été créé en Hollande et reproduit massivement pour une distribution en jardinerie : Nepenthes sanguinea ‘Black Beauty’ .

## Description
Nepenthes sanguinea est une plante carnivore vivace terrestre, à la croissance vigoureuse. Elle produit de longues feuilles terminées par un tendril supportant une urne qui lui sert à attirer, capturer et digérer des insectes. Les pièges inférieurs sont souvent rouges, mais leur teinte peut aller du pourpre au vert, en passant par le violet, le orange, le jaune et le vert. En forme de tunnel, ils sont élancés, parfois légèrement dodu, et mesurent jusqu’à 30 cm de haut sur 10 cm de large. L’intérieur des urnes est plus clair, mais souvent tacheté de rouge sur une surface plus ou moins grande. Le péristome est relativement fin, rouge également, et s’étire nettement vers le capuchon.

Les urnes supérieures sont d’une forme similaire, mais leur couleur est principalement le vert. Le rouge subsiste sous la forme de points disséminés autour du péristome, qui arobre des stries.
1. ↑  Tropicos.org. Missouri Botanical Garden., consulté le 8 août 2019.